# Kojima Seiya
Kojima Seiya (小島 聖矢 Kojima Seiya, sinh ngày 2 tháng 6 năm 1989 ở Nogi, Tochigi) là một cầu thủ bóng đá người Nhật Bản hiện tại thi đấu ở vị trí tiền vệ cho Ubon UMT United của Thai League 1.

## Thống kê sự nghiệp

### Câu lạc bộ
Tính đến 31 tháng 5 năm 2018.
| Câu lạc bộ               | Mùa giải            | Giải vô địch          | Giải vô địch | Giải vô địch | Cúp     | Cúp       | Châu lục | Châu lục  | Khác    | Khác      | Tổng cộng | Tổng cộng |
| Câu lạc bộ               | Mùa giải            | Hạng đấu              | Số trận      | Bàn thắng    | Số trận | Bàn thắng | Số trận  | Bàn thắng | Số trận | Bàn thắng | Số trận   | Bàn thắng |
| ------------------------ | ------------------- | --------------------- | ------------ | ------------ | ------- | --------- | -------- | --------- | ------- | --------- | --------- | --------- |
| Ryutsu Keizai University | 2008                | Japan Football League | 11           | 1            | 0       | 0         | –        | –         | 0       | 0         | 11        | 1         |
| Ryutsu Keizai University | 2009                | Japan Football League | 13           | 0            | 0       | 0         | –        | –         | 1       | 0         | 14        | 0         |
| Ryutsu Keizai University | 2010                | Japan Football League | 11           | 0            | 1       | 0         | –        | –         | 5       | 0         | 17        | 0         |
| Ryutsu Keizai University | 2011                | –                     | –            | –            | 1       | 0         | –        | –         | 1       | 0         | 2         | 0         |
| Ryutsu Keizai University | Tổng cộng           | Tổng cộng             | 35           | 1            | 2       | 0         | –        | –         | 7       | 0         | 44        | 1         |
| Navy                     | 2017                | Thai League 1         | 17           | 1            | 2       | 0         | –        | –         | 0       | 0         | 19        | 1         |
| Dhaka Abahani            | 2018                |                       | ?            | ?            | ?       | ?         | 6        | 2         | 0       | 0         | 6         | 2         |
| Tổng cộng sự nghiệp      | Tổng cộng sự nghiệp | Tổng cộng sự nghiệp   | 52           | 2            | 4       | 0         | 6        | 2         | 7       | 0         | 66        | 3         |

Ghi chú
1. 1 2 3  Số trận ở Kantō Soccer League
2. ↑  Số trận in the Japan College Prime Minister's Cup
3. ↑  Số trận ở All Japan Senior Football Championship
4. ↑  Số trận ở Thai FA Cup
5. ↑  Số trận ở Cúp AFC